# Choice (명령어)
CHOICE는 배치 파일이 사용자에게 단일 문자 선택 집합에서 하나의 항목을 선택하도록 지시하는 명령이다. 다수의 운영체제 명령줄 셸에서 사용할 수 있다.

## 같이 보기
- 도스 명령어 목록